# Армійська авіація України
Армійська авіація — рід військ у складі Сухопутних військ Збройних сил України, призначений для виконання завдань авіаційної підтримки у різноманітних умовах загальновійськового бою. Армійська авіація є наймобільнішим та найефективнішим компонентом Сухопутних військ Збройних Сил України, який виконує найвідповідальніші завдання.
Частини та підрозділи армійської авіації України озброєні гелікоптерами — Мі-24, Мі-8, Мі-2.

## Завдання
Основними завданнями є:
- здійснення вогневої підтримки під час наступу чи контратаки;
- нанесення ударів по військах противника;
- знищення (локалізація) його повітряних та аеромобільних десантів, рейдових, передових та інших загонів;
- висадка та підтримка з повітря своїх повітряних та аеромобільних десантів;
- ведення боротьби з гелікоптерами противника;
- знищення елементів зброї масового ураження та високоточної зброї, танків та іншої броньованої техніки, пунктів управління, вузлів зв'язку та елементів інфраструктури противника.

## Історія
3 липня 1994 року армійська авіація увійшла до складу Сухопутних військ Збройних Сил України як їх рід і за відносно короткий час свого існування перетворилася з допоміжного в один із основних і перспективних засобів збройної боротьби. Вона була створена на основі техніки і льотно-технічного персоналу десяти полків бойових гелікоптерів, двох транспортних і декількох окремих ескадрилей ВПС СРСР. На озброєнні перебувало близько 900 гелікоптерів Мі-2, Мі-6, Мі-8, Мі-26 й Мі-24 (300 одиниць).
| Київський військовий округ                               |                  |                                            |           |                                                                       |
| 51-й окремий гвардійський гелікоптерний полк             | Олександрія      | 29 Мі-8, 26 Мі-6                           | округ     | Гвардійська авіаційна база НГ (в/ч 2269)                              |
| 30-та окрема змішана авіаційна ескадрилья                | смт Гончарівське | 5 Мі-8, 4 Мі-2                             | 1 гв. ЗВА |                                                                       |
| 318-та окрема гелікоптерна ескадрилья вогневої підтримки | м. Біла Церква   | 6 Мі-8, 12 Мі-24                           | 1 гв. ЗВА | 31-ша окрема бойова гелікоптерна ескадрилья НГУ (в/ч 2270)            |
| 16-та окрема змішана авіаційна ескадрилья                | Підгородне       | 4 Мі-8, 1 Мі-6, 4 Мі-2, Мі-22              | 6 гв. ТА  |                                                                       |
| Одеський військовий округ                                |                  |                                            |           |                                                                       |
| 217-та змішана авіаційна ескадрилья                      | м. Одеса         | 9 Мі-8, 1 Мі-6, 2 Мі-24К                   | округ     |                                                                       |
| 320-й окремий гелікоптерний полк                         | Чорнобаївка      | 33 Мі-8, 30 Мі-6                           | округ     | 11-та окрема бригада АА, до 2003 — 2-га бригада армійської авіації    |
| 287-й окремий бойовий гелікоптерний полк                 | смт Раухівка     | 18 Мі-8, 43 Мі-24                          | округ     | Розформований в 1998 році                                             |
| Прикарпатський військовий округ                          |                  |                                            |           |                                                                       |
| 111-та змішана авіаційна ескадрилья                      | м. Броди         | 8 Мі-8, 2 Мі-24К, 1 Мі-24Р, 2 Мі-9, 4 Мі-2 | округ     |                                                                       |
| 340-й окремий транспортно-бойовий гелікоптерний полк     | м. Новий Калинів | 22 Мі-26, 40 Мі-8                          | округ     | 12-та окрема бригада АА (екс 7-й ОПАА)                                |
| 18-та окрема гелікоптерна ескадрилья                     | м. Житомир       | 7 Мі-8, 1 Мі-6, 3 Мі-24К, 3 Мі-24Р         | 8 ТА      |                                                                       |
| 441-й окремий бойовий гелікоптерний полк                 | м. Коростень     | 23 Мі-8, 35 Мі-24                          | 8 ТА      | Розформований 1993                                                    |
| 513-й окремий гелікоптерний полк                         | м. Бердичів      | 21 Мі-8, 43 Мі-24                          | 8 ТА      | 1-ша окрема бригада АА, розформована 2004                             |
| 119-та окрема гелікоптерна ескадрилья                    | м. Дубно         | 6 Мі-8, 1 Мі-6, 5 Мі-24К, 4 Мі-2           | 13 ЗВА    |                                                                       |
| 119-й окремий гелікоптерний полк                         | м. Броди         | 15 Мі-8, 42 Мі-24                          | 13 ЗВА    | 16-та окрема бригада АА, до 2003 — 3-тя бригада армійської авіації    |
| 442-й окремий гелікоптерний полк                         | Жовтневе         | 3 Мі-9, 20 Мі-8, 30 Мі-24                  | 13 ЗВА    | 5-та бригада армійської авіації (в/ч А3086), розформована 1998        |
| 96-та змішана авіаційна ескадрилья                       | Шипинці          | 5 Мі-8, 4 Мі-2                             | 38 ЗВА    |                                                                       |
| 335-й окремий гелікоптерний полк                         | м. Калинів       | 6 Мі-9, 24 Мі-8, 40 Мі-24                  | 38 ЗВА    | 12-та окрема бригада АА (екс 7-й ОПАА)                                |
| 488-й окремий бойовий і управління гелікоптерний полк    | Вапнярка         | 4 Мі-9, 25 Мі-8, 40 Мі-24                  | 38 ЗВА    | 4-та окрема бригада армійської авіації                                |
| Військово-повітряні сили СРСР                            |                  |                                            |           |                                                                       |
| 456-й окремий гвардійський змішаний авіаційний полк      | Вінниця          | Ан-12, Ан-24, Ан-26, Іл-22, Мі-6, Мі-8     | 24 ПА ВГК |                                                                       |
| 112-та окрема змішана авіаційна ескадрилья               | Одеса            | 8 Мі-8, 2 Мі-6                             | 5 ПА      |                                                                       |
| 153-тя окрема змішана авіаційна ескадрилья               | Одеса            | Ан-24, Ан-26, Ту-134, Мі-8, Мі-9           | 5 ПА      |                                                                       |
| 208-ма окрема гелікоптерна ескадрилья РЕБ                | Буялик           | 14 Мі-8                                    | 5 ПА      |                                                                       |
| 294-та окрема гелікоптерна ескадрилья РЕБ                | Раухівка         | 17 Мі-8                                    | 5 ПА      |                                                                       |
| 209-та окрема гелікоптерна ескадрилья РЕБ                | Луцьк            | 11 Мі-8                                    | 14 ПА     |                                                                       |
| 244-й змішаний авіаційний полк                           | Львів            | 8 Мі-8, 1 Мі-6                             | 14 ПА     |                                                                       |
| 228-ма окрема гелікоптерна ескадрилья РЕБ                | Бориспіль        | 15 Мі-8                                    | 17 ПА     |                                                                       |
| 255-та окрема змішана авіаційна ескадрилья               | Бориспіль        | 7 Мі-8, 2 Мі-6                             | 17 ПА     |                                                                       |
| авіація РВСП                                             |                  |                                            |           |                                                                       |
| 15-та окрема змішана авіаційна ескадрилья                | Калинівка        | 1 Іл-22, 8 Ан-26, 1 Мі-8, Мі-9/19          | 43 РА     |                                                                       |
| 107-ма окрема гелікоптерна ескадрилья                    | Первомайськ      | 6 Мі-8, 2 Мі-9/19                          | 46 РД     |                                                                       |
| 109-та окрема гелікоптерна ескадрилья                    | с. Давидківці    | 7 Мі-8Т, 1 Мі-8ТВ, 1 Мі-8ПС                | 19 РД     | розформована в грудні 1998 р.                                         |
| 306-та окрема гелікоптерна ескадрилья                    | н.п. Гаї / Ромни | 6 Мі-8МТ, 2 Мі-9                           | 43 гв. РД | розформована в 1992 р.                                                |
| 308-ма окрема гелікоптерна ескадрилья                    | Луцьк            | 6 Мі-8МТ, 2 Мі-9                           | 37 гв. РД | У 1993 переформована в 25 ОВЕ прикордонних військ. У 2000 р. розформ. |

В 2014 році армійська авіація використовувалась з перших днів АТО, щоправда, спочатку без застосування зброї. До середини жовтня 2014 року армійська авіація виконала понад 8000 бойових вильотів із загальним нальотом близько 8000 годин. Зниження інтенсивності бойової роботи простежується тільки з вересня — після підписання Мінських угод.
Вертольотами використовувались некеровані ракети С-8, а також 12,7-мм кулемети, 23-мм і 30-мм гармати. Важкі некеровані ракети С-13 і С-24 не використовувались взагалі, а протитанкові керовані ракети «Штурм» застосовувались з вертольота Мі-24 тільки одного разу — для удару по імпровізованому «бронепотягу» сепаратистів.
Модернізовані вертольоти Мі24ПУ-1 в зоні АТО не використовувались, хоч на ці машини було підготовлено шість екіпажів. Найбільш успішні операції армійської авіації — це висадки десантів на Савур-Могилі та в Донецькому аеропорту.
Втрати української армійської авіації за період з квітня по серпень 2014 року, безповоротні склали вісім вертольотів — п'ять Мі-24 і три Мі-8. Загинули 11 авіаторів. Ще три Мі-24 і два Мі-8 були серйозно пошкоджені, але їх вдалось евакуювати.
В середині листопада 2017 року на військовому летовищі поблизу міста Броди розпочалися всеармійські збори на конкурс кращої гелікоптерної ланки серед бригад армійської авіації Сухопутних військ Збройних сил України. Протягом двох тижнів військові авіатори брали участь в різноманітних конкурсах, за підсумками яких визначили кращу гелікоптерну ланку.
В травні 2018 року в рамках проведення операції Об'єднаних сил вперше проведено навчання передових авіаційних навідників з наведення екіпажів Мі-24 на наземні цілі.
В травні 2019 року на Рівненському військовому полігоні вперше за роки незалежності були проведені льотно-тактичні навчання в складі гелікоптерної ескадрильї (16 гелікоптерів), які виконували завдання вночі.
8 січня 2025 року Указом Президента України № 17/2025 в Україні встановлено День армійської авіації Сухопутних військ Збройних Сил України, який відзначається щороку — 3 липня.

## Миротворча діяльність
Сьогодні[коли?] у складі місій та сил виконує завдання за призначенням український миротворчий контингент:
- 56-й окремий вертолітний загін Місії ООН у Республіці Ліберія.
- 18-й окремий вертолітний загін Місії ООН зі стабілізації у Демократичній Республіці Конго.

Загалом на сьогоднішній[коли?] день у складі миротворчих контингентів України виконують завдання за призначенням 275 військовослужбовця та 14 гелікоптерів.

## Структура
До складу армійської авіації Сухопутних військ Збройних Сил України входять наступні бойові бригади:
- 8-й командний пункт армійської авіації А1710, м. Чернігів
- 11-та окрема бригада армійської авіації «Херсон» (11 ОБрАА), с. Чорнобаївка Херсонської області,
- 12-та окрема бригада армійської авіації імені генерал-хорунжого Віктора Павленка (12 ОБрАА), м. Новий Калинів Львівської області,
- 16-та окрема бригада армійської авіації «Броди» (16 ОБрАА), м. Броди Львівської області,
- 18-та окрема бригада армійської авіації імені Ігоря Сікорського  (18 ОБрАА), м. Полтава.
- 57-ма авіаційна база А3595, місто Броди Львівської області.

## Командування
Начальник армійської авіації — начальник управління армійської авіації Командування Сухопутних військ Збройних Сил України (з 2023 року командувач армійської авіації):
- генерал-майор Мороз Павло Вікторович (2003 — 2004?)[10]
- генерал-майор Валентин Михайлович Пістрюга (2008? — 2016)[11][12][13]
- полковник Пастухов Володимир Михайлович (2016 — 2017)[14]
- генерал-майор Яременко Ігор Віталійович (2017-2020)[15]
- бригадний генерал Саміленко Максим Михайлович (2020-2023)[16]
- полковник Бардаков Павло Олексійович (2023)[17]

## Оснащення
З'єднання та частини армійської авіації Сухопутних військ Збройних Сил України мають на озброєнні гелікоптери типу Мі-2, Мі-8, Мі-9, Мі-24, Мі-26 та їх модифікації, які дозволяють виконувати всі завдання за призначенням.
Від 2017 року: МСБ-2 10 одиниць станом на червень 2018
- МСБ-6 «Атаман»
- МСБ-8

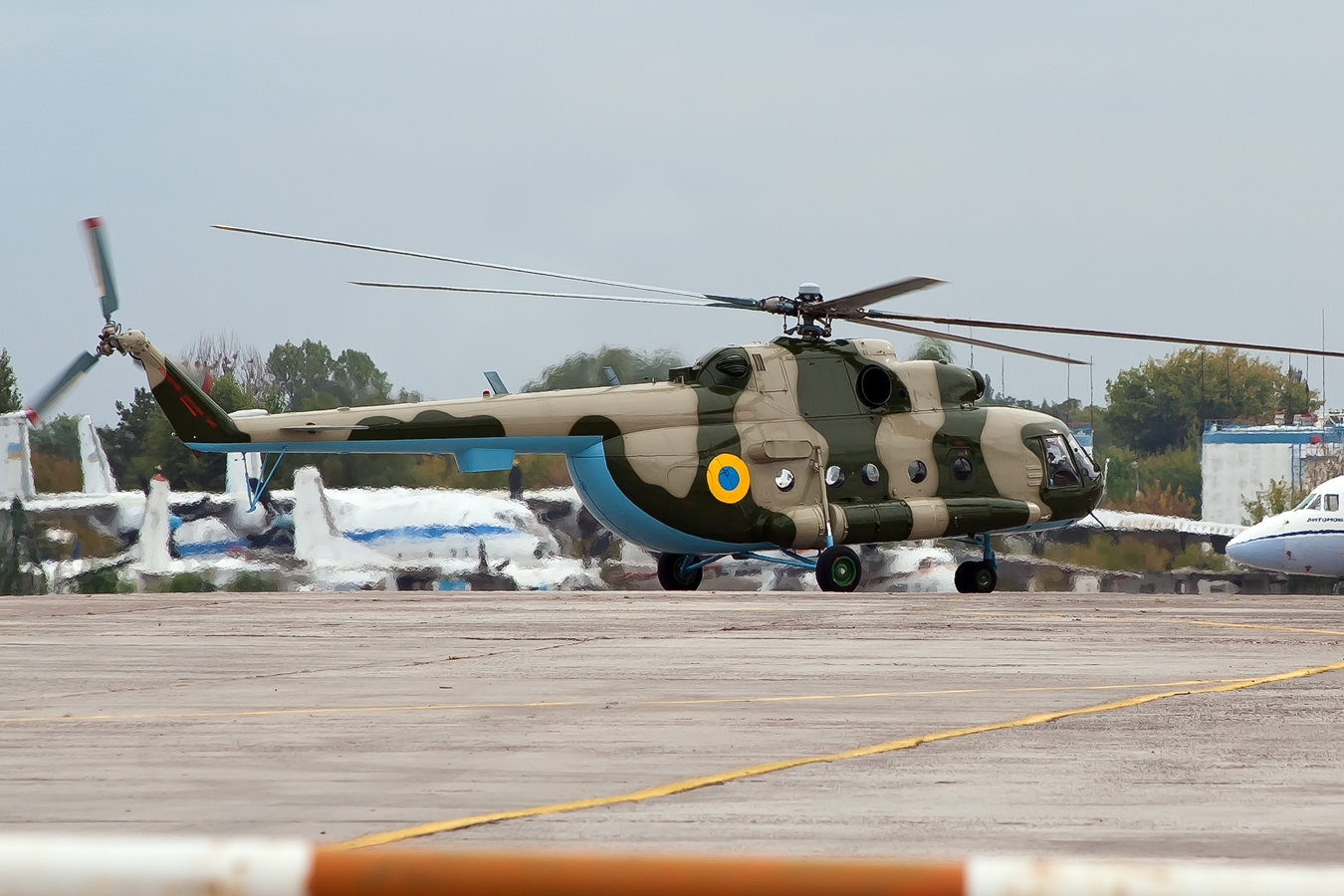
Універсальний гелікоптер Мі-8
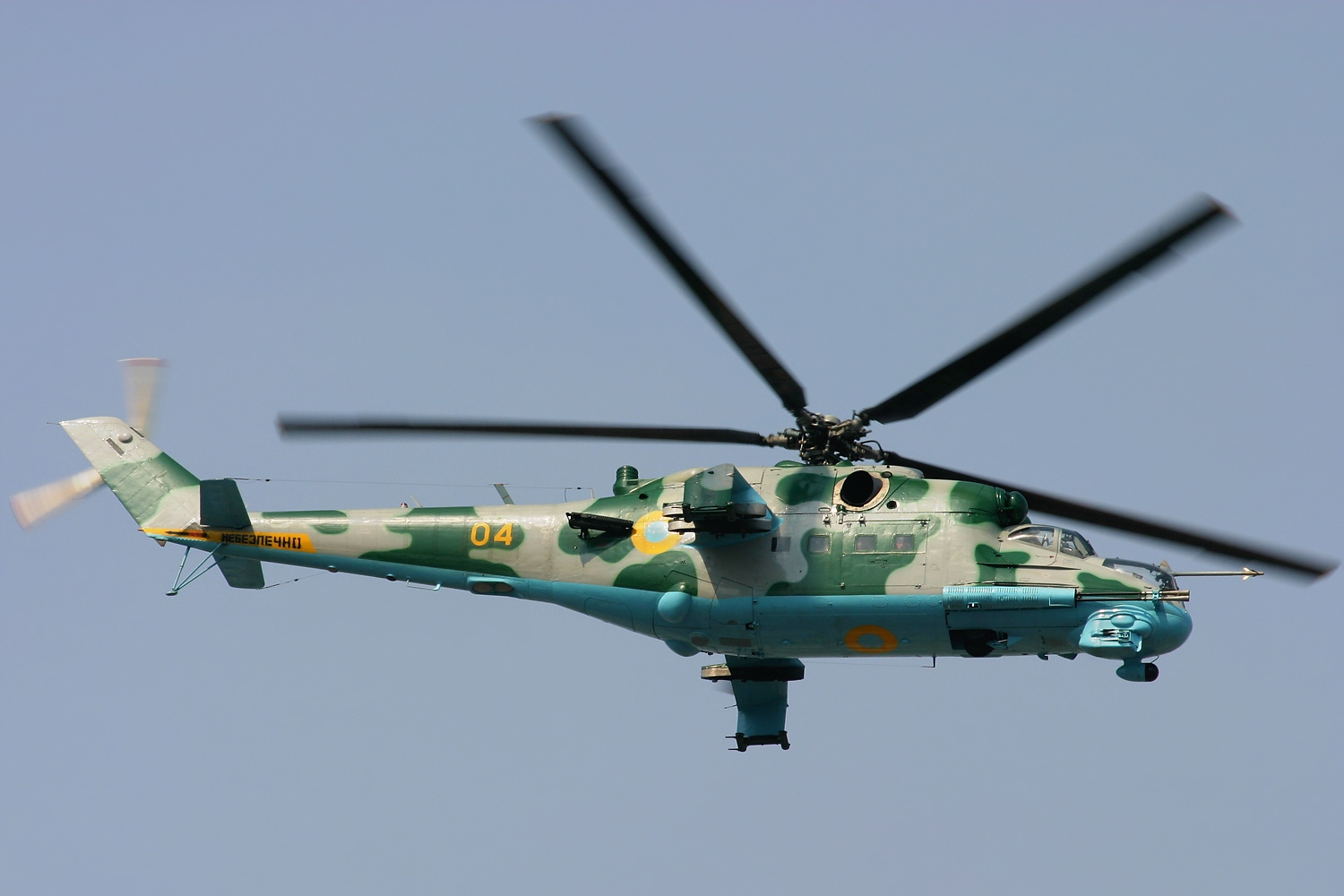
Ударний гелікоптер Мі-24
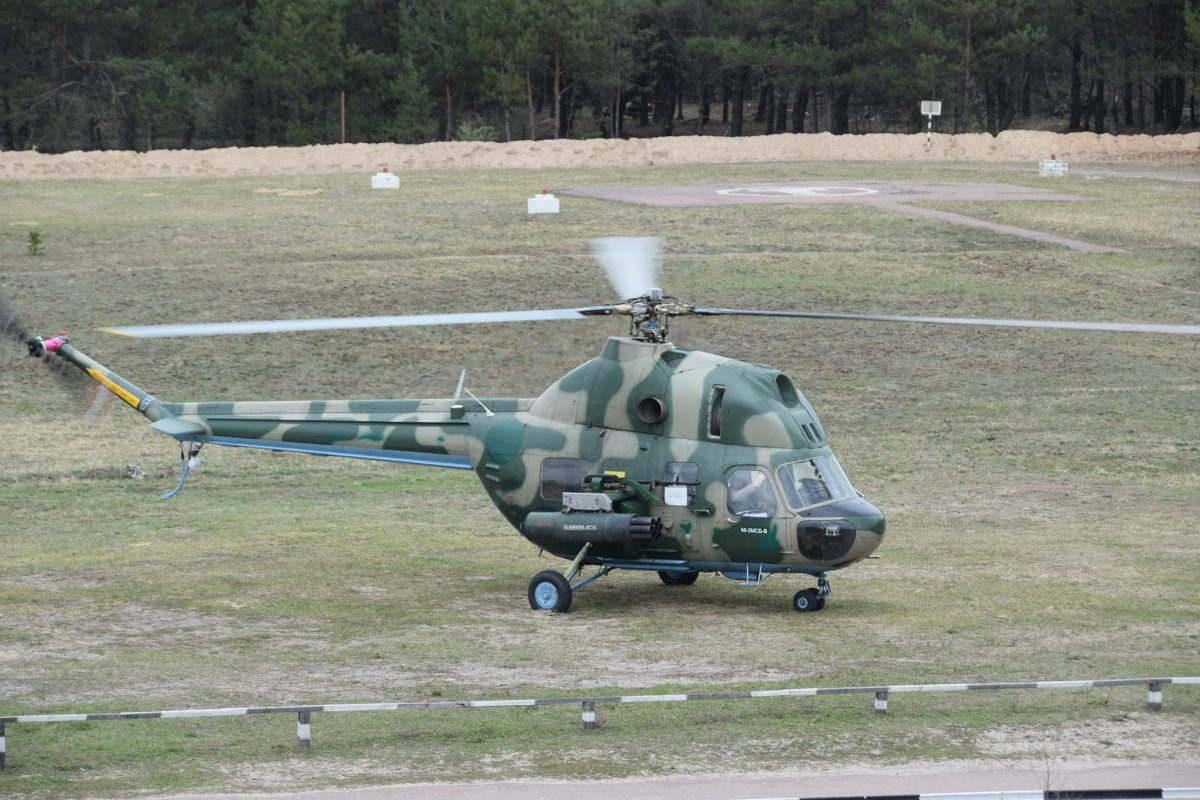
Багатоцільовий гелікоптер Мі-2МСБ-В